# Lee Min-ki
Dans ce nom, le nom de famille, Lee, précède le nom personnel coréen.
Lee Min-ki (coréen : 이민기) est un acteur, chanteur et mannequin sud-coréen, né le 16 janvier 1985 à Gimhae dans le Gyeongsang du Sud.

## Biographie

### Enfance et formation
Lee Min-ki est né à Gimhae dans le Gyeongsang du Sud. Il étudie à l'université de Konkuk à Séoul.

### Carrière
En 2009, Lee Min-ki se révèle grâce au rôle du maître nageur Choi Hyung-shik, dans le film The Last Day.
En 2011, il gagne en notoriété avec Quick, film d'action à gros budget dans lequel il détient le rôle clef,,. En 2014, il est à l'affiche de trois films, où il interprète le personnage principal et s'illustre ainsi dans différents registres, comme le drame (Shoot my heart), le film noir (For the Emperor) ou encore le thriller avec Monster (pour lequel il retrouve le réalisateur Hwang In-ho, qui l'avait auparavant dirigé dans Spellbound),.
Il est aussi connu pour ses rôles principaux dans plusieurs séries dramatiques à succès, y compris Dal-Ja's Spring avec l'actrice Chae Rim et Love Truly avec l'actrice et ex chanteuse pop Kim Yoo-jin (alias Eugene). Il a également fait une apparition remarquée dans le drama Shut Up Flower Boy Band, où il interprète un chanteur excentrique et imprévisible à la tête d'un groupe de rock.
En août 2009, il sort son premier mini-album en Corée du Sud, intitulé No Kidding.
Il travaille pour l'agence de mannequinat The Men Management.

### Vie privée
Le 7 août 2014, Lee Min-ki fait son service militaire obligatoire jusqu'au mois d'août 2016.

## Filmographie

### Longs métrages
- 2006 : Riverbank Legends
- 2007 : A Good Day To Have An Affair
- 2008 : Humming
- 2009 : Romantic Island : Jeong-hwan
- 2009 : Oishii Man
- 2009 : The Last Day : Choi Hyung-shik
- 2009 : A Million : Park Cheol-Hee
- 2011 : Spellbound : Ma Jo-Goo
- 2011 : Quick : Han Gi-soo
- 2013 : Very Ordinary Couple : Lee Dong-hee
- 2014 : Monster : Tae-soo
- 2014 : For the Emperor : Lee Hwan
- 2014 : Shoot My Heart : Seung-min
- 2018 : Détective K : Le Secret des morts-vivants

Prochainement
- 2022 : Decibel (데시벨) de Hwang In-ho

### Séries télévisées
- 2004 : Drama City : My Older Brother
- 2004 : Drama City : Oh, Sarah !
- 2005 : Drama City : Booyong of Mt. Kyeryong
- 2005 : Be Strong Geum Soon
- 2005 : Rainbow Romance
- 2005 : Taerung National Village
- 2006 : I Really Really Like You
- 2007 : Evasive Inquiry Agency
- 2007 : Dal-Ja's Spring
- 2012 : Shut Up Flower Boy Band
- 2017 : Because This Is My First Life
- 2018 : What's Wrong with Secretary Kim
- 2018 : The Beauty Inside
- 2019 : The Lies Within (모두의 거짓말) : Jo Tae-sik
- 2020 : Three days
- 2022 : My liberation notes

## Distinctions
| Année | Cérémonie               | Catégorie                               | Nomination                              | Résultat   | Référence |
| ----- | ----------------------- | --------------------------------------- | --------------------------------------- | ---------- | --------- |
| 2004  | KBS Drama Awards        | Meilleur acteur dans un drama           | My Older Brother                        | Nomination |           |
| 2005  | KBS Drama Awards        | Meilleur acteur dans un drama           | Oh! Sarah, Booyong of Mt. Kyeryong      | Nomination |           |
| 2005  | MBC Drama Awards        | Meilleur nouvel acteur                  | Be Strong, Geum-soon!                   | Lauréat    | [ 11 ]    |
| 2007  | Baeksang Arts Awards    | Meilleur nouvel acteur à la télévision  | Love Truly                              | Nomination |           |
| 2007  | Blue Dragon Film Awards | Meilleur espoir masculin                | A Good Day to Have an Affair            | Nomination |           |
| 2007  | KBS Drama Awards        | Prix de l’audience dans une mini-série) | Dal-ja's Spring, Evasive Inquiry Agency | Nomination |           |
| 2007  | KBS Drama Awards        | Prix de l’audience                      | Dal-ja's Spring, Evasive Inquiry Agency | Nomination |           |
| 2009  | tyle Icon Awards        | « Nouvel icône du film »                |                                         | Lauréat    | [ 12 ]    |
| 2009  | Blue Dragon Film Awards | Meilleur acteur dans un second rôle     | Tidal Wave                              | Nomination |           |
| 2010  | Baeksang Arts Awards    | Meilleur espoir masculin                | Tidal Wave                              | Lauréat    | [ 13 ]    |